# Raubturmdeckelschnecke
Die Raubturmdeckelschnecke (Clea helena, Syn.: Anentome helena) ist eine carnivore Süßwasserschnecke aus der Familie der Nassariidae. Sie ist in Südostasien weit verbreitet.

## Merkmale

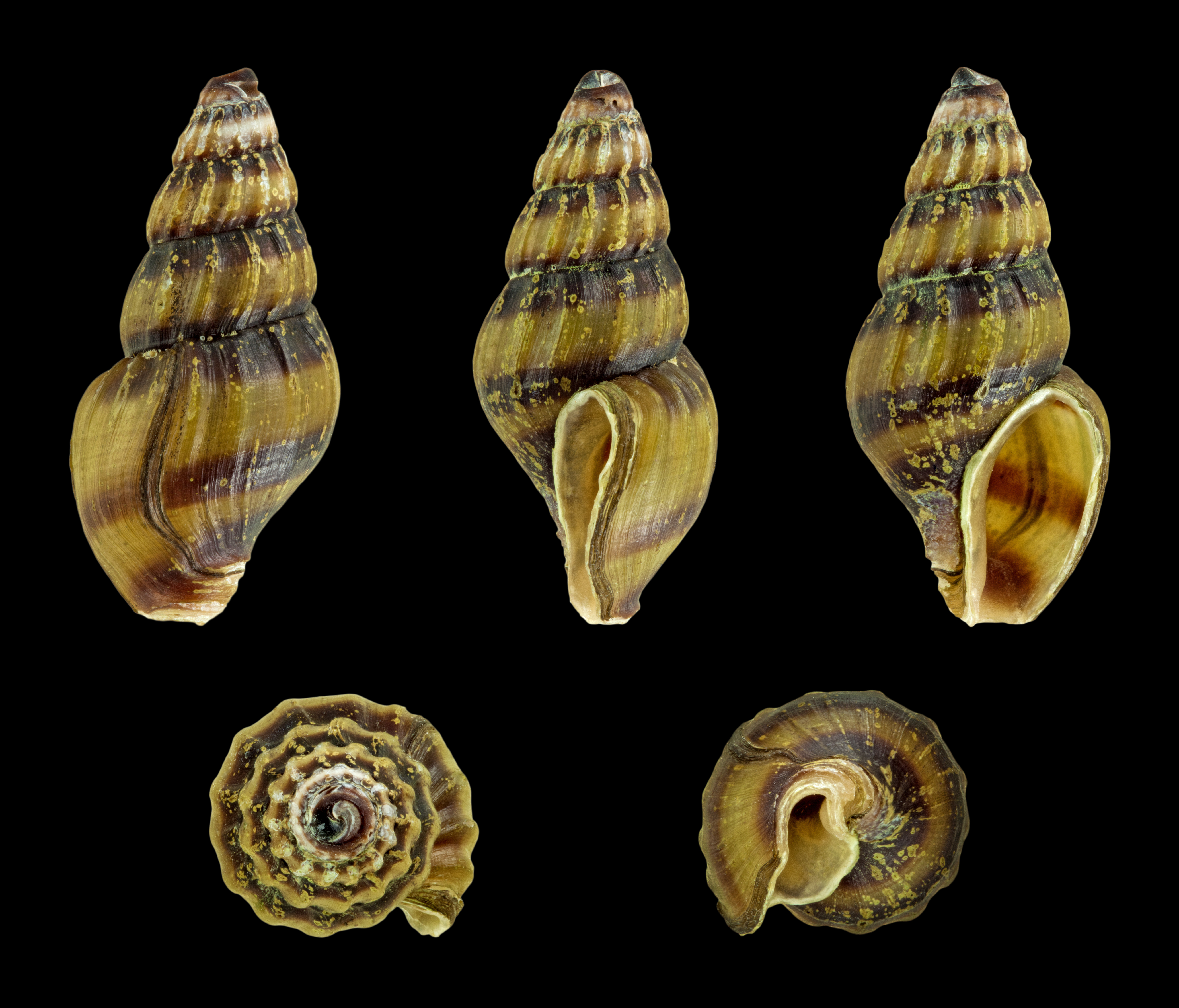

Das Gehäuse der Raubturmdeckelschnecke ist konisch, turmförmig bis schlankturmförmig. Es misst im Adultstadium 18 bis 28 mm in der Höhe und 7 bis 13 mm im Durchmesser. Es ist in der Grundfarbe gelb bis olivbraun, einheitlich gefärbt oder auch mit einem bis drei braunen Spiralbändern; ein Band unterhalb der Sutur, ein Band an der Peripherie und ein Band an der Basis des Umgangs. Gehäuseform, Ornamentierung und Farbzeichnung sind innerhalb der Art stark variabel. Die Schale ist fest und nicht durchscheinend. Die Ornamentierung variiert stark, die Umgänge sind meist mit unterschiedlich stark ausgebildeten axialen Rippen besetzt, die nur sehr selten fehlen. Es werden sechs bis acht Windungen gebildet. Der letzte Umgang ist in einen breiten, kurzen siphonalen Fortsatz ausgezogen. Die Gehäuseöffnung ist relativ groß und oval, der Mundsaum ist scharf. Parietal wird ein Kallus gebildet.
Der Weichkörper ist bräunlich gefärbt, der relativ große Fuß weiß. Äußerlich markant ist der Rüssel, der weit nach vorne ausgestreckt werden kann. Die für Schnecken charakteristischen zwei Fühler sind etwas gebogen. Die Augen sitzen an der Basis der Fühler. Die Radula weist drei Zähne pro Querreihe auf. Der mittlere Zahn (Rhachis) besitzt sieben Spitzen, von denen ein bis drei Spitzen auch fehlen können. Die seitlichen Zähne zeigen drei Spitzen, eine große gebogene Spitze und zwei kleinere Spitzen. Es ist ein Operkulum vorhanden, mit dem die Mündung verschlossen werden kann. Es ist mandelförmig mit einem basalen Nukleus und konzentrischen Anwachsstreifen.

## Geographisches Vorkommen und Lebensraum
Die Raubturmdeckelschnecke ist in Südostasien (Indonesien, Malaysia, Thailand) weit verbreitet, wo sie nicht nur Fließgewässer bewohnt, sondern auch in stehenden Gewässern vorkommt. Sie lebt hauptsächlich am Boden und bevorzugt feinkörnige Untergründe, lebt aber auch auf Hartgrund.

## Lebensweise
Die Art lebt überwiegend von Aas, frisst aber auch andere im Wasser lebende Schnecken und deren Gelege wie auch Würmer. Die Tiere sind getrenntgeschlechtlich. Die Männchen befruchten die Weibchen. Nach wenigen Tagen werden Gelege an Hartsubstrat abgelegt, die häufig nur ein Ei enthalten. Je nach Temperatur schlüpfen die Jungen nach zwei bis sechs Wochen.

## Aquaristik
Die Raubturmdeckelschnecke ist ein beliebtes Aquarientier in Süßwasseraquarien, das zur Kontrolle von Schneckenpopulationen eingesetzt wird.

## Taxonomie
Die frühere Gattung Anentome wird heute als Untergattung von Clea angesehen. Die Gattung Clea enthält neben der Nominatuntergattung Clea (Clea) auch die Untergattung Clea (Afrocanidia), die die afrikanischen Arten umfasst.